# Татиана (Грибкова)
Монахиня Татиа́на (в миру Татьяна Ивановна Грибкова; 1879, село Щукино, Московский уезд, Московская губерния (ныне Москва) — 14 сентября 1937, Бутовский полигон) — монахиня Русской православной церкви.
Причислена к лику святых как преподобномученица в 2000 году.

## Биография
Родилась в 1879 году в деревне Щукино (ныне в черте Москвы) Московского уезда Московской губернии в семье крестьянина, который работал извозчиком.
В 1896 году Татьяна поступила в Казанский Головинский женский монастырь, находившийся тогда в девяти верстах от Москвы.
После закрытия монастыря в 1925 году вернулась в родное село. Зарабатывала на жизнь стеганием одеял. Также вместе с сестрой, которая работала в колхозе, сдавали комнаты жильцам в своём доме.

## Арест
Арестована 9 августа 1937 года и заключена в Новинскую тюрьму, а затем в Бутырскую тюрьму в Москве. Фрагмент показаний одного из её жильцов, который на неё донес: 

Живёт в большей мере на средства от эксплуатации жилплощади… перед религиозными праздниками уезжает в Москву, где посещает всякую поповскую братию и своих бывших монастырских знакомых.… Имеет много религиозных книг и брошюр. По своим настроениям она враждебная личность, проводит антисоветские беседы, распускает слухи о приходе Антихриста, причём первым Антихристом она считает товарища Ленина. Колхозы она считает барщиной; говорила в феврале 1937 г., что туда согнали людей, но лишают их свободы, хлеба им не дают. По вопросу религии она держится определённого мнения, что в скором времени власть должна измениться, и религия восторжествует. По отношению вождей и правительства она произносила ряд оскорбительных выражений, с заключением того, что поскольку у власти нет русских, то, несомненно, они должны предать русский народ…
Фрагмент допроса:

— Следствием установлено, что ваш дом посещают различные служители религиозного культа, и в частности из бывшего монастыря. Подтверждаете ли вы это?
— Нет, меня никто не посещает, за исключением того, что раньше посещала меня одна монахиня, моя родственница.
— Следствием установлено, что вы среди населения распространяете религиозную литературу. Подтверждаете ли это?
— Нет, никому религиозной литературы я читать не давала.
…
— Следствием установлено, что вы вели контрреволюционную агитацию среди колхозников. Признаёте ли вы себя виновной?

— Виновной себя в контрреволюционной агитации не признаю, так как никогда её не вела.
«Тройка» УНКВД по Московской области постановлением от 10 сентября 1937 года приговорила Татьяну Ивановну Грибкову к расстрелу по ст. 58 п. 10—11 за «антисоветскую агитацию, клевету на вождей партии и правительства». Виновной Татьяна Грибкова себя не признала.
Расстреляна 14 сентября 1937 года на Бутовском полигоне.

## Канонизация
17 июля 2002 года решением Священного Синода Русской православной церкви причислена к лику святых с включением в Собор святых новомучеников и исповедников Российских
Память в день мученической кончины 1 (14) сентября и в Соборе новомучеников и исповедников Российских.